# Albert Weill

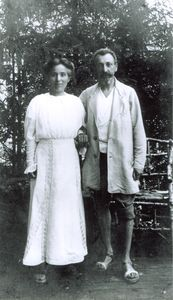
Albert und Emma Weill, 1897 in Eichstetten

Albert Weill (* 2. Januar 1867 in Kippenheim; † 30. Dezember 1950 in Naharija) war ein deutscher Chorleiter, Kantor und Komponist. Er ist der Vater des Komponisten Kurt Weill.

## Leben
Die Vorfahren von Albert Weill, die bereits mehr als 150 Jahre in Kippenheim lebten, waren im 19. Jahrhundert im Metallwarenhandel tätig gewesen. Der junge Albert Weill trat nicht in die beruflichen Fußstapfen seines Vaters, des Kaufmanns Nathan Weill, sondern entschloss sich zu einer Ausbildung zum Religionslehrer und Kantor. Dieser Berufswunsch war möglicherweise dadurch beeinflusst, dass Albert Weills älteste Schwester Charlotte im Jahr 1879 den damaligen Kantor der Jüdischen Gemeinde Kippenheim, Saul Eichenbaum, geheiratet hatte.
Im Jahr 1887 trat Albert Weill seine erste Stelle in der jüdischen Religionsschule in Ettlingen an. Er wechselte zwei Jahre später zur kleinen jüdischen Gemeinde in Kirchen. Neben seiner schlecht bezahlten Lehrertätigkeit verdiente er sich als Kantor ein Zubrot. Im Frühjahr 1893 trat er in der nicht weit entfernten Gemeinde Eichstetten am Kaiserstuhl eine neue Stelle an. Die recht wohlhabende jüdische Gemeinde Eichstetten konnte einen Lehrer und Kantor beschäftigen. In dieser Zeit veröffentlichte Albert Weill erstmals eigene Kompositionen für den Gesang in der Synagoge. Er leitete in Eichstetten auch einen Synagogenchor, der bei den Oberbadischen Synagogengesangsfesten auftrat.

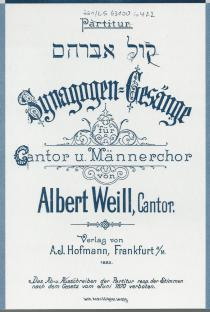
Synagogengesänge von Albert Weill

Am 8. März 1897 heiratete Weill die aus einer Rabbinerfamilie in Wiesloch stammende Emma Ackermann. Ihr erster Sohn, Nathan Weill, wurde 1898 in Eichstetten geboren. Danach zog die Familie nach Dessau, wo sein heute weltweit bekannter Sohn Kurt geboren wurde. Albert Weill war in Dessau bei einer großen liberalen jüdischen Gemeinde als Kantor und Religionslehrer beschäftigt. Im Mai 1920 zog das Ehepaar Weill nach Leipzig, wo Albert Weill die Leitung eines jüdischen Kinderheims übernahm. Im Jahr 1931 ging Albert Weill in den Ruhestand.
Auf Grund der Judenverfolgung waren alle ihre Kinder emigriert, so dass sich schließlich auch Albert und Emma Weill im September 1935 entschlossen, nach Palästina auszuwandern. Dort zogen sie 1937 als Neusiedler nach Naharija, wo ihr ältester Sohn Nathan sich als Arzt niedergelassen hatte.

## Werke
- Synagogen-Gesänge für Cantor und Männerchor. A. J. Hofmann, Frankfurt am Main 1892